# Белов, Александр Анатольевич
Алекса́ндр Анато́льевич Бело́в (настоящая фамилия По́ткин; 29 апреля 1976, Москва, РСФСР, СССР) — российский политик националистического толка и бизнесмен. Координатор центрального совета Движения против нелегальной иммиграции (ДПНИ) (2002—2009), признанного экстремистской организацией и запрещённого решением суда. Глава национального наблюдательного совета движения «Русские» (с мая 2011 года), также запрещённой в России в 2015 году. Ранее являлся пресс-секретарём НПФ «Память». Один из организаторов «Русских маршей», активный участник протестных акций и митингов. С октября 2014 года находится под стражей по обвинению в экономических преступлениях. 24 августа 2016 года осужден на 7,5 лет в колонии. Сам Белов и его соратники связывают уголовное преследование с его политической деятельностью.
Срок по делу об экстремизме был сокращен до 3,5 лет и истёк 13 апреля 2018 года.

## Биография
Александр Анатольевич Поткин родился 29 апреля 1976 года в Москве. По национальности русский. По его словам, отец — Поткин Анатолий Иванович — происходит из крестьянской семьи, родился в деревне Пёшиха (ныне Краснобаковский район Горьковской области), выпускник РУДН, работал «в области сельскохозяйственных наук». Мать Светлана Ивановна, в девичестве Тишкина, родилась в крестьянской семье в посёлке Шахта 54 (ранее Товарковский район, ныне Богородицкий район Тульской области). Приходится родным братом Владимиру Басманову-Поткину.
Окончил Российский государственный гуманитарный университет по специальности «Информационная безопасность», Московский экстерный гуманитарный университет (МЭГУ) по специальности «Юриспруденция».
Был координатором Центра общественных связей (ЦОС) ДПНИ, заместителем председателя Центрального Совета НПФ «Память» (ранее был пресс-секретарём).
На выборах мэра Москвы 1999 года был доверенным лицом и руководил избирательной кампанией кандидата в мэры Москвы Председателя НПФ «Память» Дмитрия Васильева. На выборах депутатов Государственной Думы Федерального Собрания Российской Федерации 2003 года был доверенным лицом и одним из руководителей избирательной кампании бывшего министра финансов Российской Федерации Бориса Григорьевича Федорова. На президентских выборах 2004 года участвовал в выдвижении Германа Стерлигова. В 2005 году работал руководителем информационно-аналитического отдела «Российского аграрного движения — РАД» министра сельского хозяйства России Алексея Гордеева. С 2005 года — член политсовета Русского национального движения (РНД).
В интервью журналу Newsweek (2006) Белов объявил: «России не нужны иммигранты» и огласил девиз ДПНИ — «Россия для русских».
В 2006—2007 годах являлся помощником депутата Государственной Думы РФ Андрея Савельева.
В 2007 году Александр Белов принимал участие в передаче «Школа злословия». По мнению ведущей передачи Авдотьи Смирновой, «Администрация Президента сочла, что любое появление Поткина на экране только раздувает его популярность», и выпуск в эфир не вышел, хотя мог бы поставить крест на политической деятельности Поткина, которого воспринимают как «маленького фюрера».
До апреля 2009 года являлся главой ДПНИ. В связи с возбуждением против него уголовного дела в апреле 2009 года Белов приостановил членство в ДПНИ, «чтобы не ставить под удар организацию».
С 3 мая 2011 года второй вице-президент Совета нации и председатель Национального наблюдательного комитета этнополитического объединения «Русские».
В июле 2011 Александр Белов предпринял «сенсационный вояж» в Чечню, где встретился с Рамзаном Кадыровым.

## Взгляды
В интервью журналу «Эксперт» заявлял, что «Московская и европейская практика доказывают, что люди из разных цивилизационных мест не могут проживать совместно».
Также отмечал, что в политическом смысле ему ближе «методы Гитлера», то есть «демократический приход к власти». На вопрос корреспондента о последующей отмене выборов национал-социалистами, отвечал:
Что-то никто по этому поводу не переживал. В целом ведь нация его поддержала.
Рассказывал про своё становление националистом:
Любой человек, который будет изучать русскую историю, однозначно станет русским националистом. Мы с братом увлекались историей, потом мне попались самиздатовские «Протоколы сионских мудрецов». Я почитал и подумал: вот это да! Вот, оказывается, в чём смысл! Но засомневался: а вдруг это шутка? У нас в классе училась еврейка, и я решил дать ей почитать. Она спросила меня: «Где ты это взял? Так правильно написано!» После этого дорога в «Память» была для меня предопределена.
В том же интервью заявлял о засилье в шоу-бизнесе «евреев и педерастов», отмечая при этом, что у евреев «есть чему поучиться» и что он считает евреев коренным народом России, так как большинство из них «происходит от хазар».

## Уголовные дела
2 сентября 2006 года во время межэтнического конфликта в Кондопоге два представителя ДПНИ (Александр Белов и Фёдор Мотузный), прибыв в город, приняли участие в митинге, прошедшем после начала антикавказских волнений и погромов. Накануне, 31 августа, в городе начались погромы. 31 августа были сожжены несколько ларьков, принадлежавших кавказцам. В ночь с 1 на 2 сентября был сожжен ресторан «Чайка», в котором произошел конфликт между местными жителями и чеченцами. Погромы нашли отражение в интернете, в частности, о них сообщалось на форуме сайта Кондопоги и, на основе информации, размещенной на городском форуме, публиковал свои сообщения в режиме реального времени сайт Движения против нелегальной иммиграции. Прокуратура Карелии в ноябре 2006 года возбудила в отношении Белова уголовное дело по статье 282 УК РФ («Возбуждение ненависти либо вражды по признаку национальной и религиозной розни»). Кроме кондопожского эпизода в уголовном деле фигурируют его выступления на телевидении, в которых он, по мнению следствия, умышленно допустил высказывания, унижающие достоинство людей «по признаку национальности». В мае 2007 года обвинения были сняты, а уголовное дело закрыто за отсутствием состава преступления.
В ноябре 2008 года против Белова было возбуждено уголовное дело по ст. 282 УК РФ («Возбуждение ненависти либо вражды, а равно унижение человеческого достоинства»). Прокуратура сочла разжигающим межнациональную рознь выступление Белова на митинге 4 ноября 2007 года.
6 декабря 2008 года в подмосковных Люберцах на Белова было совершено нападение, в результате которого он получил несколько ранений.
28 мая 2009 года Дорогомиловский суд Москвы приговорил Белова к полутора годам условно за разжигание межнациональной розни. Суд признал, что Белов на митинге 4 ноября 2007 года «допустил в речи оскорбительные высказывания в адрес евреев и представителей народностей Закавказья и Средней Азии», а также оскорбил представителей исполнительной власти, сравнив здание правительства РФ со свитком Торы.
20 марта 2014 года следователями был проведён обыск в квартире самого Белова и в квартире его родителей. 15 октября этого года был задержан сотрудниками МВД в рамках расследования уголовного дела о хищениях у вкладчиков БТА-банка $5 млрд. Следствие подозревает, что Александр Поткин со своими соратниками от имени экс-владельца банка Мухтара Аблязова несколько лет управлял незаконно выведенными из финансовой структуры активами в виде земельных участков в Подмосковье.
Соратники Александра Поткина сообщили о том, что тот ещё летом знал о претензиях правоохранителей и перед своим арестом планировал эмигрировать из РФ. По их словам, с ним встречались российские силовики, предлагавшие покинуть страну или принять участие в проекте по переброске российских националистов на Украину для службы в Национальной гвардии (чтобы расширить российскую агентурную сеть и затем обвинять нужных людей по уголовной статье о наемничестве). По мнению Дениса Тюкина, тоже занимавшегося организацией «Русского марша», участвовать в последнем предприятии он отказался, что и стало причиной его задержания.
19 августа 2015 года в отношении Александра Белова возбудили уголовное дело по 282-й статье УК РФ. поводом для возбуждения дела послужила экспертиза видеозаписи проекта «Срок» «Александр Белов-Поткин на разборке», согласно которой политик «осуществил призывы к экстремистским действиям». В сентябре ему предъявили обвинение в создании экстремистского сообщества, которое ставило целью свержение режима Нурсултана Назарбаева в Казахстане.
В окончательной редакции Поткин обвиняется по статьям 282 (разжигание межнациональной розни), 280 (создание экстремистского сообщества), 280.1 (публичные призывы к осуществлению экстремистской деятельности) и 174 УК РФ (легализация денежных средств, полученных преступным путём). Дело слушалось в Мещанском районном суде Москвы.
24 августа 2016 года Александр Поткин был приговорен к 7,5 годам колонии общего режима и штрафу в 600 тысяч рублей, также был удовлетворен иск БТА-банка на сумму почти 5 млрд рублей. Срок по делу об экстремизме был сокращен до 3,5 лет и истёк 13 апреля 2018 года.
В феврале 2024 года Александр Поткин был объявлен в розыск. Это связано с возобновлением дела 2015 года, в котором вскрылся еще один эпизод отмывания денег. 14 августа 2024 года Замоскворецкий суд Москвы заочно арестовал Поткина. Где он находится к этому моменту – неизвестно, следствие располагает данными, что еще в 2022 году Поткин улетел в Турцию через Минск.

Обвиняется властями Казахстана в сотрудничестве с экстремистским оппозиционером Мухтаром Аблязовым, использовавшим преступные схемы, связанные с БТА банком .

## Семья
Женат, воспитывает двух сыновей — Ивана-Коловрата и Ставра.
Брат — Владимир Басманов (Поткин).